# أجاي سينغ
أجاي سينغ (28 مارس 1989 في الهند - ) هو لاعب كرة قدم هندي في مركز الهجوم. لعب مع نادي تشرتشل براذرز ونادي جاجاتجيت للقطن والمنسوجات ‏ ونادي محمدان وLonestar Kashmir FC ‏ وIndian Arrows ‏.

## وصلات خارجية
- أجاي سينغ على موقع قاعدة بيانات كرة القدم.إي يو (الإنجليزية)
- أجاي سينغ على موقع Soccerway.com (الإنجليزية)